# Lecythis holcogyne
Lecythis holcogyne là một loài thực vật có hoa trong họ Lecythidaceae. Loài này được (Sandwith) S.A.Mori mô tả khoa học đầu tiên năm 1981.